# Jacek Musiatowicz
Jacek Stanisław Musiatowicz (ur. 3 kwietnia 1970 w Czemiernikach) – polski wokalista, gitarzysta, autor tekstów, poeta i kompozytor.
Jest twórcą muzyki do filmu Historia istotnej Victorii – dokumencie o AIDS, który został nagrodzony Złotymi Niedźwiedziami na Festiwalu w Berlinie.

## Dyskografia
Źródło:.
- Obraz niepokojący (1997)
- Live (2000)
- Wróżyczka (2005)
- Tak bym chciał (2014)
- Jestem, czyli spacer po kamieniach (2021)[3]

## Poezja
Źródło:.
- Obraz niepokojący (1997)
- Gdybym kochać Cię potrafił (2002)
- Wróżyczka (2020)[4]
- Jestem, czyli spacer po kamieniach (2021)[3]

## Nagrody i wyróżnienia
Źródło:.
- Ogólnopolska Giełda Piosenki Studenckiej w Szklarskiej Porębie (1986) – Wyróżnienie i nagroda publiczności[2]
- Śpiewające Żagle w Szczecinie (1989) – I nagroda[2]
- Ogólnopolski Festiwal Piosenki Autorskiej i Poezji Śpiewanej w Biłgoraju – trzykrotna nagroda im. Jacka Falkiewicza[2][5]
- Festiwal Kultury Ekologicznej w Józefowie – I nagroda[2]
- Nagroda Prezydenta RP za wybitną osobowość twórczą (1997)[4]
- 33. Studencki Festiwal Piosenki w Krakowie – I nagroda (1997)[2][6]
- Nagroda literacka im. Józefa Kraszewskiego[3]